# Kevin Boothe
Kevin Boothe (New York, 5 luglio 1983) è un giocatore di football americano statunitense che gioca nel ruolo di offensive lineman per gli Oakland Raiders della National Football League (NFL). Fu scelto nel corso del sesto giro (176º assoluto) del draft NFL 2006 dai Raiders. Al college giocò a football alla Cornell University.

## Carriera professionistica

### Oakland Raiders
Boothe fu scelto nel corso del sesto giro del Draft 2006 dagli Oakland Raiders. In California disputò un'unica annata, disputando tutte le 16 partite stagionali, 14 delle quali come titolare.

### New York Giants
Il 2 settembre 2007, il giorno dopo essere stato tagliato dai Raiders, il giocatore firmò coi Giants. Nella sua prima stagione con la nuova franchigia disputò una sola partita entrando dalla panchina. A fine stagione si laureò per la prima volta campione NFL quando i Giants batterono a sorpresa gli imbattuti New England Patriots nel Super Bowl XLII.
Nelle stagioni dalla 2008 alla 2010, Kevin giocò un totale di 24 partite, 7 delle quali come titolare.
Nella stagione regolare 2011, Boothe disputò tutte le 16 gare stagionali, 9 delle quali come titolare. I Giants conclusero la stagione con un record di 9-7, qualificandosi per un soffio ai playoff grazie alla vittoria decisiva sui Cowboys. Nella off-season, essi eliminarono nell'ordine gli Atlanta Falcons, i favoritissimi e campioni in carica Green Bay Packers e nella finale della NFC i San Francisco 49ers. Il 5 febbraio 2012, Boothe partì come titolare nel Super Bowl XLVI, vinto ancora contro i Patriots 21-17, laureandosi per la seconda volta campione NFL.

## Palmarès

### Franchigia
- Super Bowl : 2

New York Giants: Vincitore del Super Bowl (XLII, XLVI)
- National Football Conference Championship: 2

New York Giants: 2007, 2011

## Statistiche
| Partite totali             | 69 |
| Partite totali da titolare | 26 |
| Fumble recuperati          | 4  |